# HMS Hermes (R12)
La HMS Hermes (R12) era una portaerei classe Centaur, l'ultima delle portaerei convenzionali della Royal Navy. Originariamente venne impostata come HMS Elephant (61).

## Costruzione e modifiche
La Hermes è stata impostata a Barrow-in-Furness dalla Vickers-Armstrong nel corso della seconda guerra mondiale, con il nome originario di Elephant. Con la fine della guerra la costruzione venne sospesa, ma venne ripresa nel 1952 per liberare lo scivolo, e lo scafo venne quindi varato il 16 febbraio 1953. Completata come Hermes nel 1959 dopo essere rimasta incompiuta fino al 1957, entrò in servizio con varie modifiche tra cui un grosso radar da ricerca tridimensionale modello Type 984.

La nave, completata con ponte angolato e catapulte a vapore è stata riconvertita in commando carrier nel 1973, poi in ASW carrier nel 1976 e poi in una V/STOL carrier nel 1981 (con ski-jump).

## Vita operativa nella Royal Navy
Nel 1966 la nave era ritenuta un surplus alle esigenze operative della Royal Navy ed era stata offerta alla Royal Australian Navy per sostituire la portaerei HMAS Melbourne. Nel 1968 la Hermes prese parte ad esercitazioni combinate con la Royal Australian Navy in cui la portaerei venne visitata da ufficiali della Royal Australian Navy e da esponenti del governo australiano, mentre Skyhawk e Tracker dell'Aviazione navale Australiana effettuarono una serie di appontaggi e decolli a bordo della nave. L'offerta è stata declinata a causa degli alti costi operativi della nave.

### Servizio nell'Oceano Indiano
La HMS Hermes ha fatto parte del gruppo di quattro portaerei d'attacco nell'Oceano Indiano fino al 1970 ed era in predicato di far parte della costituenda forza internazionale che avrebbe dovuto riaprire con la forza gli stretti di Tiran, bloccati dagli egiziani nei confronti degli israeliani nel maggio 1967, ma la cosa non ebbe seguito.

### Forza aerea
Configurazione finale del gruppo aereo CATOBAR nel periodo 1968-1970
- 801 sqn. 7 Buccaneer S2 Attacco
- 893 sqn. 12 Sea Vixen FAW2 Caccia ognitempo
- 849 sqn. A flt. 4 Gannet AEW3 Airborne Early Warning
- 849 sqn. 1 Gannet COD4 Carrier Onboard Delivery (aereo per collegamento e trasporto)
- 814 sqn. 5 Wessex HAS3 Anti-Submarine Warfare
- Ships Flight 1 Wessex HAS1 Search and Rescue

La nave venne sottoposta a lavori a Devonport nel 1980, durati fino a giugno 1981, con modifiche al ponte di volo che venne dotato di uno sky jump da 12° per il supporto per le operazioni di volo dei Sea Harrier.
Nuova configurazione del gruppo aereo:
- 800 sqn. 8 caccia Sea Harrier FRS1
- 826 sqn. 9 elicotteri Sea King HAS5 ASW

### Guerra delle Falkland
La nave nel 1982 era in procinto di essere radiata ed erano state avviate trattative di vendita con l'India, ma il 2 aprile 1982 l'Argentina occupò le isole Falkland e la Hermes fu il fulcro della forza navale inglese impegnata nella riconquista delle isole Falkland. Come ammiraglia della squadra, ed essendo il bersaglio più grosso, fu tenuta lontana dagli attacchi aerei argentini. Nell'occasione era equipaggiata dapprima con 12 Sea Harrier FRS.1 e 18 elicotteri Sea King; con l'arrivo dei rinforzi mentre la nave era già in zona di operazioni il gruppo aereo contava 16 Sea Harrier FRS.1 del 800 NAS e 10 Harrier GR.3 dello Squadron 1 RAF, e 10 elicotteri Sea King (826 NAS - 5 Sea King HAS.5 antisommergibile, 846 NAS - 5 Sea King HC.4 per operazioni di commando). Dopo la guerra ed un periodo di quattro mesi in cantiere per lavori, la nave rientrò in servizio nel novembre 1982 per essere utilizzata durante esercitazioni NATO nel Mediterraneo e in Atlantico Settentrionale come nave comando. Nel 1983 venne riconvertita al ruolo di portaerei d'attacco, imbarcando di nuovo una componente mista di Sea Harrier e Harrier GR.3, prendendo parte nell'autunno del 1983 alla sua ultima esercitazione, al termine della quale rientrò in cantiere per ordinaria manutenzione. Ritirata dal servizio attivo nel febbraio 1984 la Hermes andò in disarmo il 12 aprile 1984.

La nave nel 1982
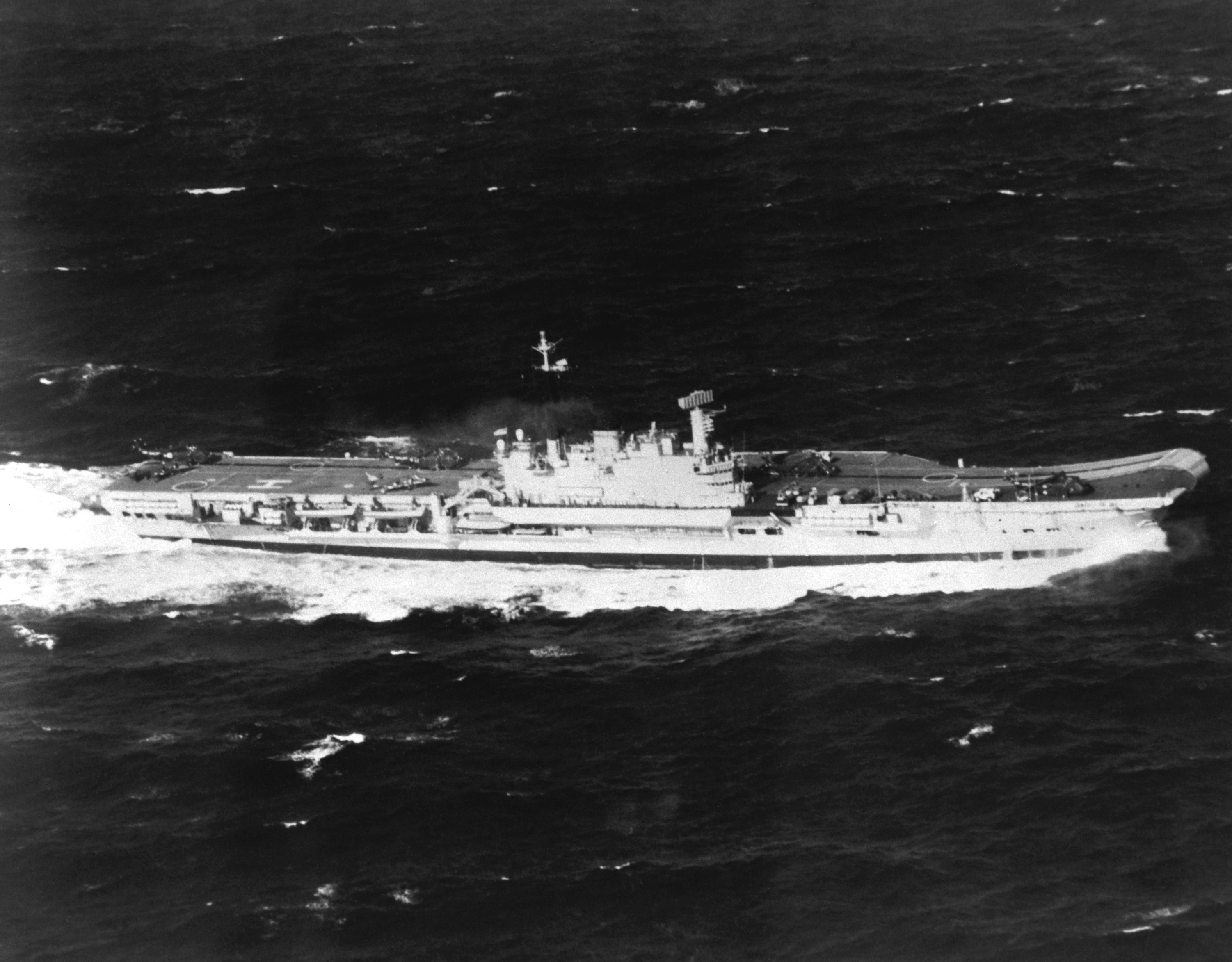
La nave nel marzo 1982
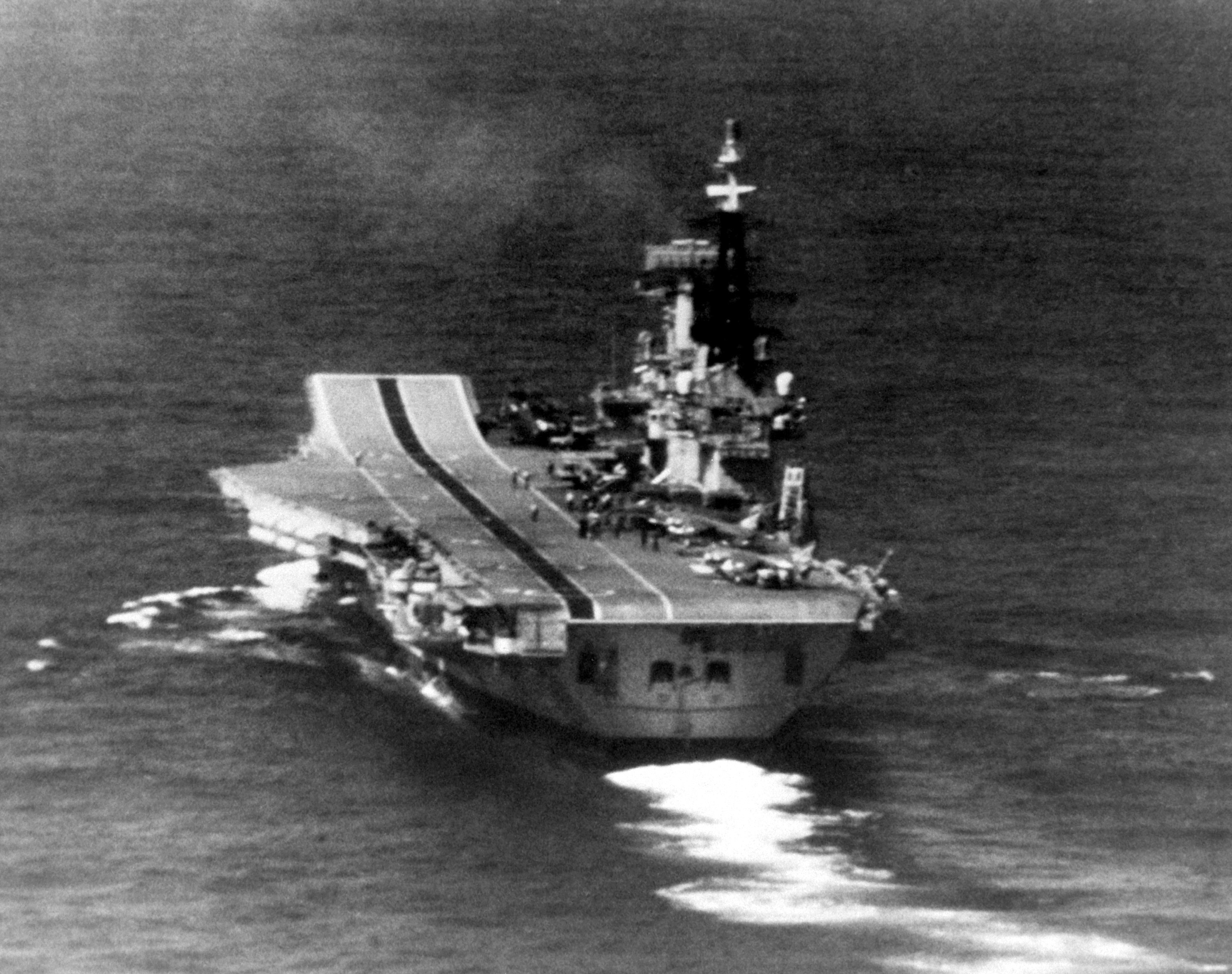
La nave durante la guerra delle Falkland

Nel 1983 la nave era stata offerta nuovamente all'Australia insieme ad una squadriglia di Harrier, in quanto il 5 febbraio 1982 la Marina Australiana dopo mesi di trattative aveva accettato la proposta della Gran Bretagna per la vendita della Invincible al costo di 175 milioni di sterline, per sostituire la Melbourne, ma con lo scoppio del conflitto con l'Argentina la Royal Navy inviò nell'Atlantico meridionale la HMS Hermes e la HMS Invincible nella zona delle operazioni militari e terminato il conflitto, nel luglio 1982 il governo britannico decise di mantenere in servizio la Invincible, offrendo in cambio nel 1983 la portaerei HMS Hermes; il nuovo governo australiano presieduto dal laburista Bob Hawke, che era succeduto al governo del liberale Fraser però declinò l'offerta.

## Servizio nella marina indiana
La nave venne radiata dalla Royal Navy nel 1985 e vennero riavviate le trattative di vendita con l'India, cui venne venduta nell'aprile 1986. Nella Indian Navy venne ribattezzata INS Viraat ("Gigante") e, più volte riammodernata, è rimasta in servizio fino al 2016; il suo gruppo aereo composto da Sea Harrier FRS.51 ed elicotteri Sea King e Chetak è diventato sempre più difficile da mantenere data la indisponibilità dei ricambi per gli Harrier, tanto che la nave era stata soprannominata "one-Harrier carrier"; dopo 57 anni di operazioni, un record mondiale tra le portaerei che ha superato anche la USS Enterprise (CVN-65), la nave è salpata a fine gennaio 2016 da Mumbai a Visakhapatnam nello stato indiano dello Andhra Pradesh per partecipare ad una rivista navale, imbarcando per l'ultima volta un gruppo aereo di 6 Harrier, 4 Chetak e 6 Sea King.
Il 25 agosto 2020 è stata annunciata la vendita per demolizione della INS Viraat.
L'unità è stata demolita ad Alang nello stato indiano del Gujarat nel 2021.